# Ksenia Sitnik
Ksenia Mikhailovna Sitnik (Mazyr, 15 de maio de 1995) é uma cantora infantil bielorrussa. Seu nome também é por vezes transliterado Kseniya Sitnik ou Xenia Sitnik, em russo:  Ксения Михайловна Ситник.
Ela representou seu país de origem no Festival Eurovisão da Canção Júnior 2005, que ela ganhou com a sua canção de autoria própria, "My Vmeste" (Estamos Juntos).

## Biografia
Ksenia Sitnik nasceu em 15 de Maio de 1995 na cidade de Mazyr, Bielorrússia.
Seu pai, Mikhail Sitnik é um empresário e sua mãe, Svetlana Statsenko é a diretora do Centro de Arte Musical Nacional de Mulivian.
Ksenia também tem uma irmã mais velha chamada Nastya, que já participou de competições de cantores infantis.
Ksenia atualmente vive com sua família na cidade de Minsk, Bielorrússia.
Ksenia Sitnik começou sua carreira de cantora muito nova.
Ela participou de muitos concursos, tais como os festivais Falling Star(Estrela Cadente), em Nowa Ruda, Polônia, e The Golden Bee(A Abelha Dourada), em Klimovichy, Bielorrússia, ambos com nove anos de idade, em 2004.
Ksenia ganhou seu primeiro prêmio no concurso internacional infantil em Slavianski Bazaar, em Vitebsk, Bielorrússia, em Julho de 2005 e no mesmo ano também competiu no festival The Star Light(A Luz da Estrela) em São Petersburgo, Rússia.

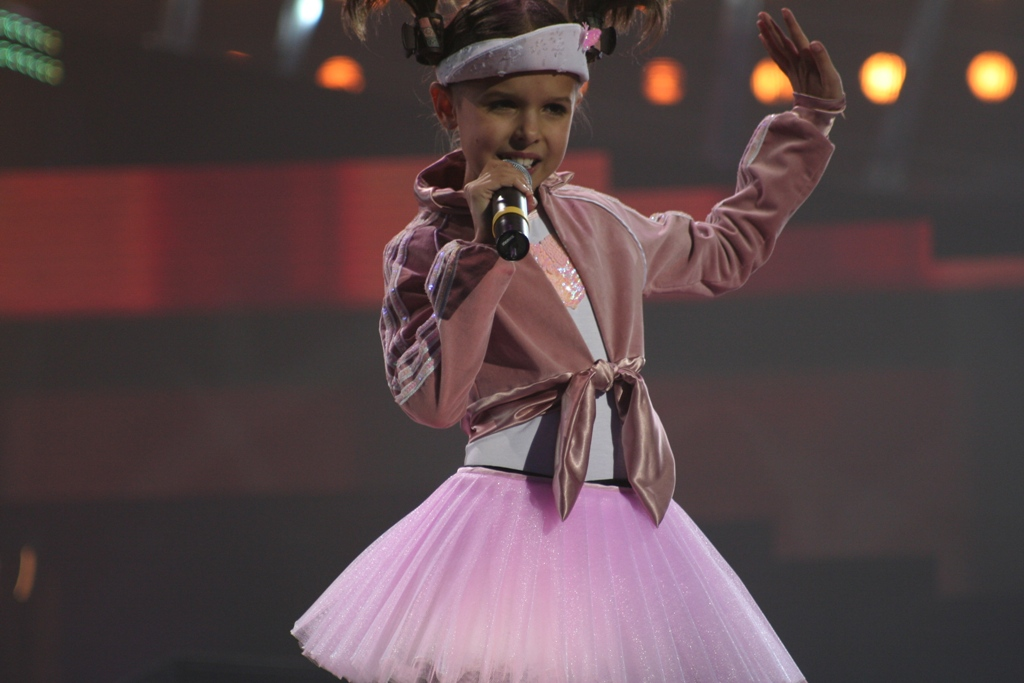
Ksenia Sitnik cantando My Vmeste

Ksenia Sitnik ganhou o Festival Eurovisão da Canção Júnior em 2005, onde ela representou seu país de origem, Bielorrússia, com a música My Vmeste.
A música não foi particularmente popular nas votações pré-concurso: por exemplo, na votação Europrediction, Ksenia ficou em último lugar sem nenhum ponto.
Ksenia venceu, mas por pouco - ela ficou com apenas três pontos a mais do que o vice-campeão, Antonio José, da Espanha.
Em Novembro de 2006, Ksenia lançou um CD chamado My Vmeste (Estamos Juntos).
Ela lançou três clipes: Malenkiy Korablik (Pequeno Navio) em 2006, Prostaya Pesenka (Canção Simples) em 2007 e, mais recentemente, Non-Stop (Não Pare) em 2009.

## Discografia
- My vmeste (2006)
- Respublika Kseniya (2010)

## Ligações Externas
- Site não oficial (em inglês e russo)
- Entrevistas, Fotos, Vídeos, Links (em inglês e russo)